# St. Gotthardt (Marbach)

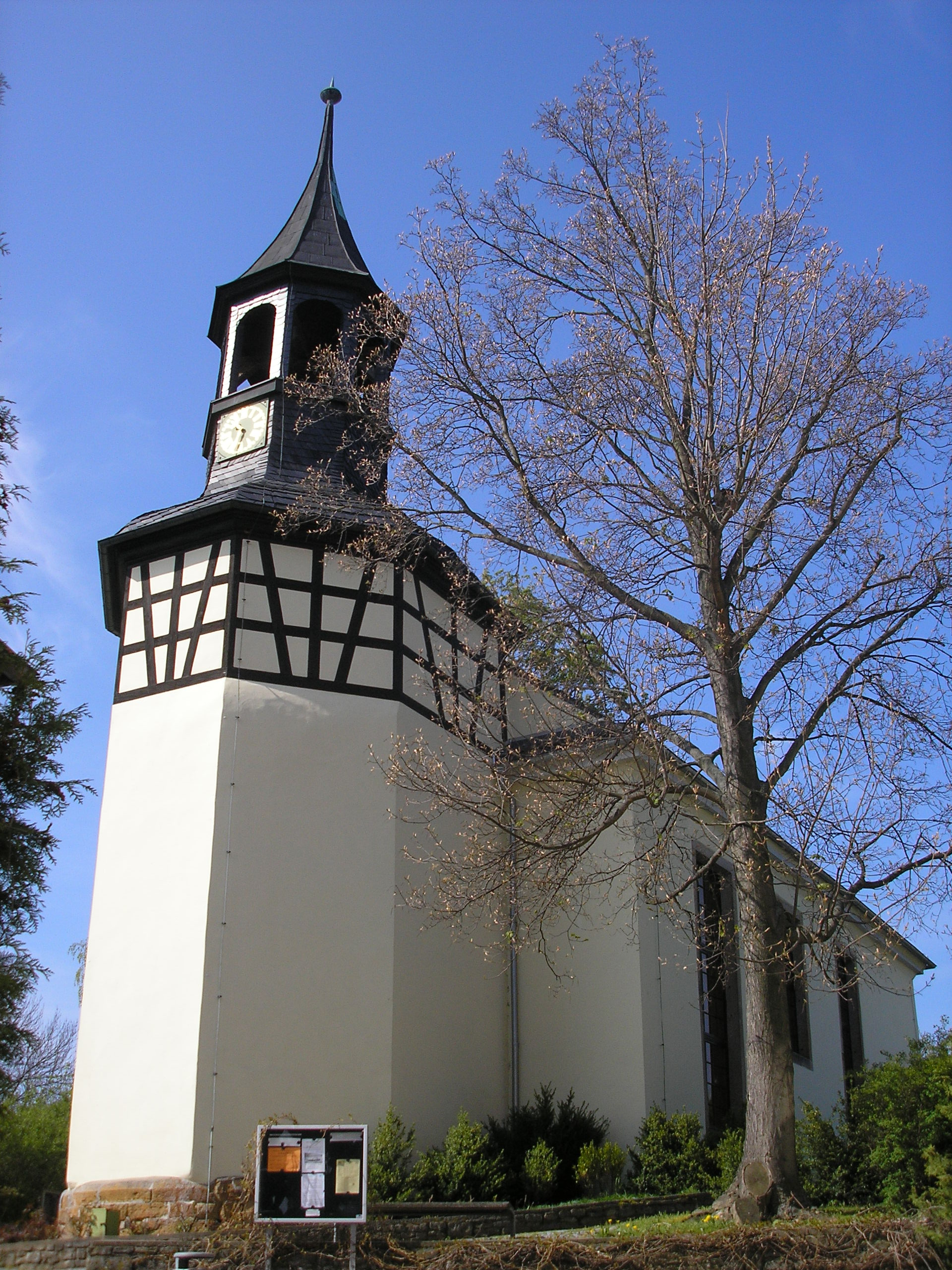
Kirche St. Gotthardt, 2010

Die Kirche St. Gotthardt ist eine 1211 erbaute Dorfkirche im Erfurter Ortsteil Marbach. Sie gehört zum Kirchspiel Marbach-Salomonsborn des Evangelischen Kirchenkreises Erfurt. Das Gebäude steht unter Denkmalschutz.

## Geschichte
Die Kirche liegt etwas erhöht am westlichen Rande des Dorfes. Sie wurde im Jahr 1211 errichtet und seitdem mehrmals umgebaut. Vom romanischen Chor sind noch Nord- und Südmauer mit kleinem Rundbogenfenster an der Südseite und der halbkreisförmige Apsissockel als Basis des Ostpolygons erhalten.
1802 wurde der Chorturm durch ein Fachwerkgeschoss erhöht und mit einer geschweiften Haube mit großer, achteckiger Laterne für die Glocke abgeschlossen. Aus dieser Zeit stammt auch der Kanzelaltar, der mit seinem hohen Prospekt und den Säulen- und Pilasterpaaren noch barocke Reminiszenzen aufweist.
1842 folgte die Erneuerung des schlichten Kirchenschiffes, das von einfachen Rechteckfenstern belichtet wird. Es erhielt innen eine dreiseitige, zweigeschossige Empore und eine Holztonne über dem Mittelraum. Der klassizistische Orgelprospekt stammt von 1843.
1982 bis 1984 erfolgte eine Innenrenovierung. 2015 wurde das Kirchendach erneuert und ein Förderverein gegründet. Seit 2016 ist die Kirche Spielort des Projektes "Sommerkonzerte in Erfurter Dorfkirchen" des Kammermusikvereins Erfurt.